# Faucon-de-Barcelonnette
Faucon-de-Barcelonnette település Franciaországban, Alpes-de-Haute-Provence megyében. Lakosainak száma 293 fő (2022. január 1.). Faucon-de-Barcelonnette Barcelonnette, La Condamine-Châtelard, Enchastrayes, Jausiers és Saint-Pons községekkel határos.

## Népesség
A település népességének változása:
| Lakosok száma | 153  | 113  | 199  | 296  | 304  | 303  | 319  | 303  | 295  | 293  |
|               | 1968 | 1982 | 1990 | 2006 | 2013 | 2015 | 2017 | 2019 | 2020 | 2022 |